# كيلي بلاكويل
كيلي بلاكويل (بالإنجليزية: Kelly Blackwell)‏ هو لاعب كرة قدم أمريكية أمريكي، ولد في 13 فبراير 1969.

## وصلات خارجية
- كيلي بلاكويل على موقع مرجع كرة القدم المحترفة.كوم (الإنجليزية)